# Polyphysaceae
Polyphysaceae es una familia de algas verdes, una de las dos familia del orden Dasycladales.

## Géneros
- Acetabularia
- Parvocaulis
- Chalmasia
- Halicoryne